# Caíque Silva

a Compétitions nationales et continentales officielles uniquement.

b Matchs officiels uniquement.
Dernière mise à jour le 04/03/2022.
Caíque Silva, né le 21 novembre 1993 à São Caetano do Sul, est un joueur argentino-brésilien de rugby à XV qui évolue au poste de pilier. 

## Biographie
Caíque Silva naît au Brésil d'un père argentin et d'une mère brésilienne. Bébé, sa famille emménage en Argentine. Il découvre le rugby sur le tard, à 15 ans, à Quilmes. Pesant alors 150 kg, il est dirigé vers le club local, le RC Círculo Universitario de Quilmes. Il ne connaît pas grand chose au rugby, mais va rapidement se prendre au jeu. Il gravit alors petit à petit les échelons au sein du club, et dispute alors plusieurs matchs avec l'équipe première. Moins d'un an après ses débuts en équipe première, il est contacté par l'équipe du Brésil qui souhaite le voir rejoindre ses rangs. Il participe fin 2015 à un camp d'entraînement avec la sélection, puis débute en test match face à l'Allemagne,. 
En 2016, la fédération lui fait signer un contrat fédéral. Il part alors à Fortaleza, où la fédération tente de mettre sur pied une équipe compétitive, appelée Na.For rugby, résultant de la fusion du club de Fortaleza et de Natal. Devenu régulièrement international, il quitte le club et rejoint Niterói Rugby en 2017, puis São José en 2018. 
En 2020, il fait partie des joueurs retenus pour disputer le nouveau championnat professionnel, la Súperliga Americana, au sein de l'effectif des Corinthians Rugby. À la suite de l'annulation du championnat, il part au Portugal jouer pour le CDU Lisboa.
Il revient au Brésil début 2021 pour la deuxième saison de la Súperliga Americana au sein de la franchise brésilienne, désormais renommée Cobras. Il retourne ensuite en Europe, rejoignant cette fois la France en signant au Saint-Denis US qui évolue en Fédérale 1. Après une saison à Saint-Denis, il rejoint l'US La Seyne.

## Statistiques

### En sélection
| Année | Compétition            | Matchs | Points | Essais | Transf. | Drops | Pénal. |
| ----- | ---------------------- | ------ | ------ | ------ | ------- | ----- | ------ |
| 2015  | Test                   | 1      | -      | -      | -       | -     | -      |
| 2016  | ARC                    | 2      | -      | -      | -       | -     | -      |
| 2016  | Sudamericano de Rugby  | 3      | -      | -      | -       | -     | -      |
| 2016  | Tests                  | 3      | -      | -      | -       | -     | -      |
| 2017  | ARC                    | 1      | -      | -      | -       | -     | -      |
| 2017  | Sudamericano de Rugby  | 3      | -      | -      | -       | -     | -      |
| 2017  | Tests                  | 4      | -      | -      | -       | -     | -      |
| 2018  | ARC                    | 1      | -      | -      | -       | -     | -      |
| 2018  | Sudamericano de Rugby  | 1      | -      | -      | -       | -     | -      |
| 2019  | ARC                    | 2      | -      | -      | -       | -     | -      |
| 2019  | Sudamericano de Rugby  | 2      | -      | -      | -       | -     | -      |
| 2019  | Test                   | 1      | -      | -      | -       | -     | -      |
| 2020  | Test                   | 2      | 5      | 1      | -       | -     | -      |
| 2021  | Qualification RWC 2023 | 1      | -      | -      | -       | -     | -      |
| Total | Total                  | 27     | 5      | 1      | -       | -     | -      |

| Essai | Adversaire | Lieu     | Compétition | Date             | Résultat | Score |
| ----- | ---------- | -------- | ----------- | ---------------- | -------- | ----- |
| 1     | Portugal   | Lisbonne | Test        | 28 novembre 2020 | Défaite  | 33-13 |